# Philippe Louviot
Philippe Louviot (* 14. März 1964 in Nogent-sur-Marne) ist ein ehemaliger französischer Radrennfahrer und nationaler Meister im Radsport.

## Sportliche Laufbahn
Louviot war im Straßenradsport und im Bahnradsport aktiv. Als Amateur gewann er 1985 das Etappenrennen Ruban Granitier Breton mit einem Tageserfolg. Den Boucles des Yvelines gewann er mit zwei Etappensiegen. In der Tour de l’Essonne wurde er Zweiter hinter Hervé Desriac und holte einen Etappensieg. Auf der Bahn wurde er 1984 Zweiter der nationalen Meisterschaft in der Einerverfolgung, 1985 wurde er Dritter. 1985 holte auch er den Titel in der Mannschaftsverfolgung.
Im September 1986 wurde Louviot Berufsfahrer im Radsportteam Peugeot und blieb bis 1995 als Radprofi aktiv. 1990 siegte er in der nationalen Meisterschaft im Straßenrennen. Er gewann Etappen in der Tour de l’Avenir 1988, bei Paris–Nizza 1991 und in der Baskenland-Rundfahrt 1992. 1987 wurde er Zweiter in der Tour de Vendée und 1991 in der Route du Sud.
Die Tour de France fuhr Louviot sechsmal. Er wurde 1989 59., 1990 47., 1991 44., 1992 57., 1993 64. und 1994 74. der Gesamtwertung. In der Vuelta a España 1990 kam er auf den 48. Rang, 1995 schied er aus.

## Familiäres
Er ist der Sohn des ehemaligen Radprofis Raymond Louviot.